# Coccoloba northropiae
Coccoloba northropiae är en slideväxtart som beskrevs av Nathaniel Lord Britton. Coccoloba northropiae ingår i släktet Coccoloba och familjen slideväxter. Inga underarter finns listade i Catalogue of Life.